# E-6 공정

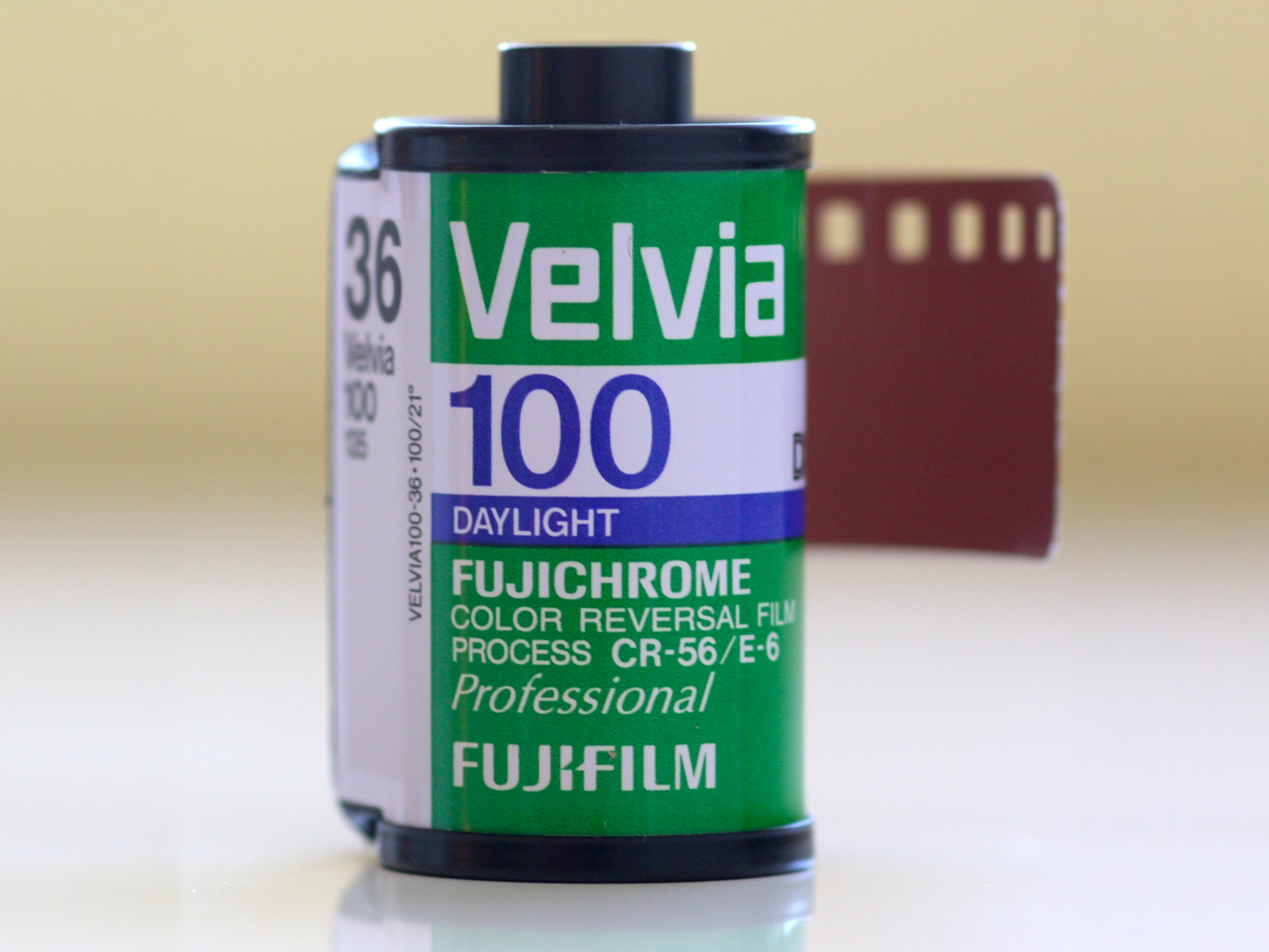
E-6 공정을 이용한 슬라이드 필름의 예

E-6 공정(흔히 E-6으로 축약됨) 또는 E-6 현상은 엑타크롬(Ektachrome), 후지크롬(Fujichrome) 및 기타 컬러 리버설 사진 필름을 현상하기 위한 발색 사진 공정이다.
포지티브 투명 필름을 생성하는 일부 컬러 리버설 공정(예: Kodachrome K-14)과 달리 E-6 공정은 흑백 네거티브 필름 또는 C-41 컬러 네거티브 필름 처리에 사용되는 것과 동일한 장비를 사용하여 개별 사용자가 수행할 수 있다. 이 공정은 온도 변화에 매우 민감한다. 공정 허용 오차를 유지하기 위해 첫 번째 현상액과 첫 번째 세척의 경우 온도를 100.0 °F(37.8 °C)로 안정화하려면 가열된 수조가 필수이다.

## 역사
E-6 공정은 코닥의 E-3 및 E-4 공정을 대체했다. E-3 공정에서는 이미지 리버설을 달성하기 위해 빛으로 안개를 가하는 작업이 필요했으며 빠르게 퇴색되는 투명 필름을 생성했다. E-4 공정에서는 독성이 강한 역전제인 보란 tert-부틸아민(TBAB)과 같은 오염 화학물질을 사용했다.
1980년대에 소개된 코닥 제품이 아닌 컬러 리버설 필름은 후지필름과 아그파게바트가 각각 판매한 후지크롬 및 아그파크롬의 변형을 포함하여 E-6 공정과 호환되었다. 주목할만한 예외 중 하나는 E-6과 호환되었지만 최상의 결과를 위해 맞춤형 PZ 공정을 사용한 후지크롬 1600 프로페셔널 D였다. PZ 공정은 E-6과 유사하지만 다른 안개 억제 화학물질을 사용했다.